# Julius Neuberth
 Ernst Julius Neuberth (* 17. August 1809 in Gahlenz; † 5. Juni 1881 in Friedrichroda) war ein deutscher Naturforscher und Magnetiseur.

## Leben
Ernst Julius Neuberth war der Sohn eines Gahlenzer Schullehrers. Er wirkte später als autorisierter Magnetiseur in Dresden und Berlin,
beschäftigte sich mit der heilmagnetischen Behandlung durch Handauflegen und Hypnose und machte diese mit seinen Veröffentlichungen zum Mesmerismus und Somnambulismus näher bekannt. Neuberth war mit dem Heilpraktiker Arthur Lutze befreundet, den er auf Reisen im Berliner Umland begleitete und in heilmagnetische Behandlungsmethoden einführte.
In Berlin war er Mitglied der Bürgerwehr und des constitutionellen Clubs.
Am 15. Oktober 1847 wurde er mit dem akademischen Beinamen Wolfart I. als Mitglied (Matrikel-Nr. 1584) in die Leopoldina aufgenommen.
1880 erlitt er einen Schlaganfall. Seine hilflose Lage veranlasste einen Spendenaufruf in der Zeitschrift Psychische Studien, wo aus seinem Nachlass Felix Ludwig Wilhelm Karl Freiherr von Stein-Kochberg (1828–1891) das Manuskript eines Pfarrers Blumhardt über Exorzismus veröffentlichte. Am 5. Juni 1881 erlag Neuberth in Friedrichroda seinem Leiden.

## Schriften
- Original-Beiträge zur Geschichte des Somnambulismus. Wigand, Leipzig 1841 (Digitalisat)
- Die Heilkraft der menschlichen Hand. Ein Beitrag zur Lehre und richtigen Anwendung der Heilkräfte des Lebens-Magnetismus. Grimma 1843 (Digitalisat)
- O Haupt! Die Ahnungs- und Warnungsstimme vor der blutigen Katastrophe zu Berlin. Mai, Berlin 1848 (Digitalisat)